# Йохан фон Падберг
Йохан фон Падберг (на немски: Johann von Padberg, Ritter; † 1248) е рицар от фамилията фон Падберг, господари на замък Падберг.

## Произход
Фамилията започва като министериали на Курфюрство Кьолн и като управители на замък Падберг в Падберг при Марсберг в Северен Рейн-Вестфалия. Родът не е роднина с измрелите през 1113 г. „графове фон Падберг“. Дворецът Падберг отива през 1677 г. на фамилията „фон Щокхаузен“.
Той е най-малкият син (от единадестте деца) на Готшалк фон Падберг († сл. 1221) и съпругата му Гизела фон Оезеде, дъщеря на Видекинд фон Оезеде († сл. 1191). Внук е на Готшалк I фон Падберг († 1196/1201) и Лутгарда фон Рюденберг († сл. 1201), дъщеря на граф Конрад фон Рюденберг, бургграф фон Щромберг († 1190), и бургграфиня Гизела фон Щромберг († 1185).
Братята му са рицар Готшалк фон Падберг († сл. 1257), рицар Херман фон Падберг(† сл. 1257), Вернер († сл. 1256), Йохан († сл. 1256) и Детмар († сл. 1231). Сестрите му са Кунигунда фон Падберг († сл. 1256), омъжена за рицар Елгер фон Далвигк († сл. 1254), София фон Падберг († 1269), омъжена за Улрих фон Вестхайм († сл. 1249), Луитгард, омъжена за Хайнрих фон Бробеке († сл. 1238), сестра, омъжена за Герлах фон Дикебер († 1244), и на друга сестра, омъжена за Алрад фон Хорхузен († сл. 1260).

## Фамилия
Йохан фон Падберг се жени за Ерментруд фон Билщайн († пр. 1231). Те имат четири деца:
- Готшалк фон Падберг († пр. 1290), женен за Илиана фон Хорхузен († 1284), дъщеря на Фридрих фон Хорхузен († сл. 1273) и Аделе фон Грове-Хамелшпринге
- Детмар фон Падберг († сл. 1246)
- Йохан фон Падберг († сл. 1278), женен за Мехтилд († сл. 1268)
- Юта фон Падберг († сл. 1286), омъжена за Екберт I фон Шпигел (* пр. 1259; † сл. 1295), син на рицар Херман I фон Шпигел († сл. 1259) и Юта фон Папенхайм († сл. 1259), роднина на рицар Рабе фон Папенхайм († сл. 1266)